# جدار القطب الجنوبي

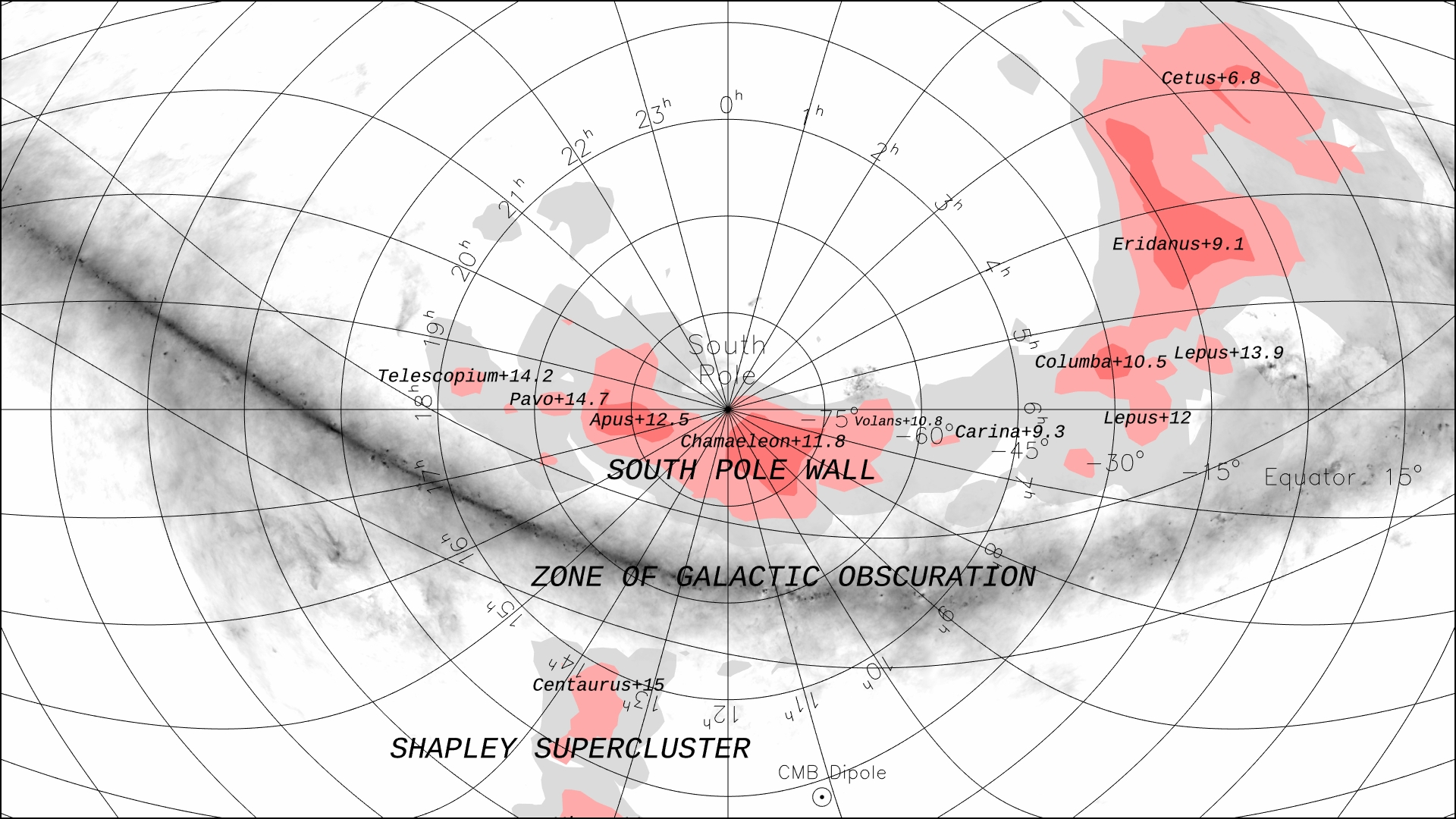
إسقاط لجدار القطب الجنوبي بالإحداثيات السماوية.

جدار القطب الجنوبي هو هيكل كوني ضخم يتكون من جدار عملاق من المجرات ( خيط مجري ) يمتد عبر ما لا يقل عن 1.37 مليار سنة ضوئية من الفضاء، وهو أقرب ضوء (وبالتالي جزء)  والتي يبلغ عمرها حوالي نصف مليار سنة ضوئية.       هيكل جدار القطب الجنوبي يبدو في زاويته الفلكية كثيفاً في خمسة أماكن، منها مكان قريب جدًا من القطب الجنوبي السماوي ، وهو، حسب قول لفريق الدولي من علماء الفلك الذي اكتشفوه، فقد قالوا: "... أكبر ميزة متجاورة في الحجم المحلي ويمكن مقارنته بسور سلون العظيم في نصف المسافة ...".  تم الإعلان عن اكتشافه من قبل دانييل بوماريد من جامعة باريس ساكلاي ور. برنت تولي وزملاؤه من جامعة هاواي في تموز 2020.  وأوضح بوماريدي قائلاً: "قد يتساءل المرء كيف بقي مثل هذا الهيكل الكبير وغير البعيد دون أن يلاحظه أحد. ويرجع ذلك إلى موقعه في منطقة من السماء لم يتم مسحها بالكامل، وحيث تعيق عمليات الرصد المباشرة البقع الأمامية من المجرة. لقد وجدناها بفضل تأثير جاذبيتها، المنطبع في سرعات عينة من المجرات". 

## مقاس
يبلغ طول الجدار أكثر من 1.37 مليار سنة ضوئية ، ويمتد على مساحة كبيرة تبعد 500 مليون سنة ضوئية.   يقع هذا الهيكل الضخم، خلف منطقة التفادي لمجرة درب التبانة (أو منطقة التعتيم المجري).  ينحني الخيط من كوكبة فرساوس في نصف الكرة الشمالي إلى التلسكوبيوم في أقصى الجنوب، بينهما، يلتف قليلاً فوق القطب السماوي الجنوبي الحالي نفسه. إنه كبير جداً لدرجة أنه يؤثر بشكل كبير على التوسع المحلي للكون .  وفقاً لعالم الفلك تولي: "نتساءل عما إذا كان جدار القطب الجنوبي أكبر بكثير مما نراه. وما رسمناه على الخرائط يمتد عبر النطاق الكامل للمنطقة التي قمنا بمسحها. نحن مستكشفون مبكرون للكون، ونوسع خرائطنا إلى مناطق مجهولة". إِقلِيم."  وفقًا لعلماء الفلك الذين اكتشفوه "لن نكون متأكدين من مدى انتشاره الكامل، ولا ما إذا كان غير عادي، حتى نرسم خريطة للكون على نطاق أوسع بكثير." 

## أنظر أيضا
- بوس جريت وول
- بقعة باردة CMB
- الفراغ العملاق
- جاذب عظيم
- هرقل - كورونا بورياليس سور الصين العظيم
- البنية واسعة النطاق للكون المرئي
- قائمة أكبر الهياكل الكونية
- سلون سور الصين العظيم
- القوس العملاق
- خاتم كبير